# هربرت کالن
 هربرت کالن (انگلیسی: Herbert Callen؛ زاده ۱۹۱۹ درگذشته ۱۹۹۳) یک فیزیک‌دان اهل ایالات متحده آمریکا بود.